# Fish in a Drawer
«Fish in a Drawer» es el decimoséptimo episodio de la quinta temporada de la comedia de situación estadounidense Dos hombres y medio. Fue escrito por Evan Dunsky, Sarah Goldfinger, Carol Mendelsohn y Naren Shankar, escritores de CSI: Crime Scene Investigation, quienes intercambiaron series con los escritores de Dos hombres y medio, y dirigido por Jeffrey Melman.
El episodio gira en torno a la muerte de Teddy Leopold (Robert Wagner), quien es encontrado muerto en la cama de Charlie (Charlie Sheen) durante la boda de su madre. Se realiza una investigación intentando averiguar quién asesinó a Teddy. Se estrenó el 5 de mayo de 2008 en CBS en los Estados Unidos, y fue visto por 13.61 millones de espectadores. Fue el tercer episodio más visto de la noche, detrás de CSI: Miami y Dancing with the Stars.

## Trama
En la recepción de la boda de Evelyn (Holland Taylor) y Teddy, Charlie continúa queriendo casarse con Courtney, su hermanastra, y decide subir a su dormitorio con ella. Cuando se acuestan, en medio de la oscuridad, Courtney nota algo. Cuando Charlie enciende la luz encuentran a Teddy muerto en la cama con sus pantalones en las rodillas, y lápiz labial en su pene. Cuando Charlie le comenta lo sucedido a Alan (Jon Cryer), deciden llamar a su madre. Después de alejarla del piano, le muestran el cuerpo y antes de llamar a la policía cambia los boletos de su luna de miel por un boleto a Fiyi. 
Después de que la policía llega y examina la escena del crimen, Charlie, Alan, Evelyn, Berta (Conchata Ferrell), Courtney y Jake (Angus T. Jones) son llevados a la estación de policía para un interrogatorio por separado. Charlie se siente atraído por su interrogante (Jamie Rose), Alan tiene miedo de ir a la cárcel y no puede hablar correctamente, Evelyn pasa todo el tiempo quejándose sobre su café, Berta resulta una "pérdida de tiempo" y Jake habla de comida. Después, Evelin se convierte en la sospechosa principal, ya que todos sus exesposos habían muerto. Evelyn menciona que su primer marido murió por envenenamiento, que ella era joven y nadie le dijo que tenía que "mantener el pez en el congelador".
Al leer los archivos policiales de Teddy y su hija Courtney, descubren que sus verdaderos nombres son Nathan Krunk y Sylvia Fishman y no están emparentados. También averiguan que Sylvia y Nathan eran estafadores. El equipo había pensado que la muerte fue debida a la contusión que mostraba detrás de la cabeza, pero se descubre que murió de un ataque al corazón mientras intentaba mantener relaciones sexuales con Sylvia. La contusión había ocurrido dos días antes, cuando se golpeó su cabeza mientras mantenía relaciones sexuales con Sylvia. Mientras la policía se lleva a Sylvia, Charlie intenta decirle lo decepcionado que está, pero solo logra expresar: "Te esperaré".

## Producción
En 2007, Chuck Lorre, creador de Dos hombres y medio, contactó a Carol Mendelsohn, la show runner de CSI: Crime Scene Investigation, y le comentó acerca de un crossover. El escritor y productor ejecutivo de CSI, Naren Shankar comentó que cuando Mendelsohn le comentó acerca de la idea, él dijo: "Qué tonto". Sin embargo, en el mismo año, la idea resurgió, cuando Lorre y Mendelsohn se encontraron en el World Television Festival en Banff. Después de escuchar esto, los elencos de ambas series se sorprendieron pero no estuvieron interesados, aunque finalmente participaron. En una entrevista con The New York Post, antes que la idea estuviera completa, Mendelsohn describió al posible crossover como "un gran reto".
Cuando Mendelsohn estaba dando un reportaje, accidentalmente mencionó el crossover; como resultado, Variety ya estaba haciendo preguntas sobre el episodio ese mismo día. Más tarde, reveló éste en un evento en Banff en Canadá. Después de que el episodio fue grabado, Lorre declaró: "El mayor reto para nosotros fue hacer una comedia con un asesinato en él. Generalmente nuestras historias son más alegres. Creo que los resultados fueron asombrosos. Al final resultó ser un episodio muy divertido". "Fish in a Drawer" fue escrito por Carol Mendelsohn y Naren Shankar y dirigido por Jeff Melman. George Eads, quien interpreta a Nick Stokes en CSI, hizo un cameo como invitado en la boda. Tres días después del estreno de "Fish in a Drawer" y "Two and a Half Deaths", el episodio correspondiente a CSI, se estrenó en CBS. En una entrevista anterior en Zap2it, Mendelsohn y Lorre declararon que podría ser la última vez que se produzca un crossover como éste.

## Recepción
"Fish in a Drawer" se estrenó el 5 de mayo de 2008 en CBS, y fue visto por 13.61 millones de espectadores, haciéndolo el tercer episodio más visto de la noche, detrás de CSI: Miami y Dancing with the Stars. El episodio fue el quinto programa más visto en CBS en la semana del 5 al 11 de mayo de 2008. Allison Waldman de AOL, dijo que el episodio correspondiente a CSI: Crime Scene Investigation merecía un Primetime Emmy, mientras que "Fish in a Drawer" "no fue excelente, pero sí bueno". Andy Grieser de Zap2it, dijo que fue atraído al episodio por las noticias del crossover, que encontró a Catherine Willows "brillante" y que "los flashbacks fueron las mejores partes".
El episodio fue considerado para una nominación a los Premios Primetime Emmy en la categoría "Mejor actriz - Serie de comedia", para Conchata Ferrell, quien interpreta a Berta. El director, Jeff Melman, propuso al episodio en la categoría "Mejor serie de comedia". Sin embargo, ninguna se convirtió en nominación.